# Cosmisoma hirtipes
Cosmisoma hirtipes là một loài bọ cánh cứng trong họ Cerambycidae.